# 청천천
청천천(淸川川) 또는 청천(淸川)은 인천광역시 계양구 효성동 천마산에서 발원하여 한국GM 부평공장 북쪽을 통과한 뒤 갈산동에서 굴포천으로 합류하는 하천이다. 예전에는 이름답게 물이 맑아 부평 일대의 벼 농사에 용수를 공급하였으나, 지금은 복개되지 않은 구간은 오수가 흐르고 복개된 대부분의 구간은 도로와 주차장으로 쓰이는 상황이 되었다. 복개된 구간은 전체 유로 중 3.008 km가량에 이른다.
부평국가산업단지(부평4공단)와 신진자동차공업 공장(현 한국GM 부평공장) 건설 이전까지는 세월천이 청천천으로 바로 합류하였으나, 유로 변경이 있어 현재는 세월천이 갈산천을 통하여 굴포천으로 바로 합류한다. 하류의 갈산동과 삼산동을 지나는 미복개 구간 1.32 km는 지방하천으로 지정되었다.
1911년경의 《조선지지자료》에는 경기도 부평군 마장면 청천리 눈다리ᄀᆡ천(黃魚川), 뉵문이ᄀᆡ천(六門川)이라는 지명이 기록되어 있다. 눈다리개천은 청천천의 별칭으로, 물고기가 많이 살았기에 붙은 이름이라고 한다. 육문이개천은 청천천의 지류이나 유래와 위치는 미상이다.